# Johann Friedrich Cotta (editore)
Freiherr Johann Friedrich Cotta von Cottendorf (Stoccarda, 27 aprile 1764 – Stoccarda, 29 dicembre 1832) è stato un editore e politico tedesco.

## Biografia

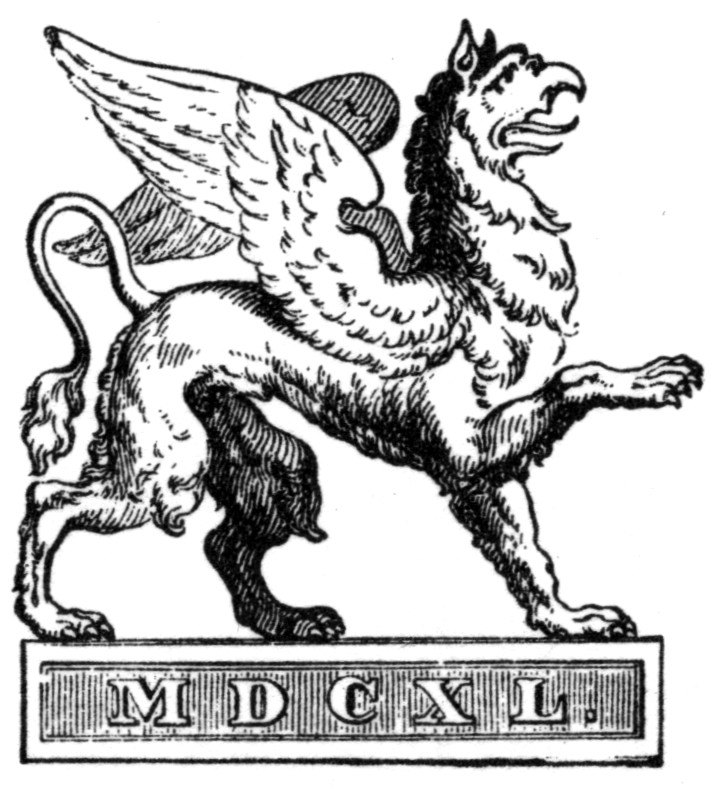
Il Grifone, marchio della casa editrice Cotta’sche Verlagsbuchhandlung

Johann Friedrich Cotta apparteneva a una famiglia di librai-editori la cui fortuna ebbe inizio a Tubinga ad opera di Johann Georg (1631-92). Era figlio di Christoph Friedrich Cotta (1724-1807), fratello del giurista e giacobino Christoph Friedrich (1758-1838) e nipote dell'omonimo teologo (1701–1779) che fu anche rettore dell'Università di Tubinga. Il nostro Johann Friedrich assunse nel 1787 la direzione della Cotta’sche Verlagsbuchhandlung, la casa editrice di famiglia; fu editore di Schiller e di Goethe e, in seguito, della migliore produzione letteraria e filosofica del Romanticismo tedesco (Hölderlin, Hebel, Uhland, Schwab, Schelling, Fichte, Pestalozzi, Kleist, Annette von Droste-Hülshoff, Alexander von Humboldt, Jean Paul, Hegel, Herder, J.G.F. Bohnenberger, ecc.); fondò inoltre il quotidiano Allgemeine Zeitung e numerose riviste di carattere letterario e scientifico: Die Horen, Musen-Almanach, Morgenblatt für gebildete Stände, Literaturblatt, Amaliens Erholungsstunden e Flora). Nel 1811 trasferì la sede da Tubinga a Stoccarda e nel 1827 aprì a Monaco di Baviera una consorella specializzata in pubblicazioni d'arte. Dopo la sua morte l'attività della casa editrice fu portata avanti dal figlio Johann Georg e nel 1889 fu acquistata dall'editore Adolf von Kröner che conservò in molti settori la denominazione «Cotta».
Nel 1810 Johann Friedrich Cotta ottenne il titolo baronale (in tedesco: Freiherr). Nel 1815 partecipò al Congresso di Vienna in qualità di deputato del Württemberg. Fu anche un pioniere dell'industrialismo: nel 1824 creò ad Augusta la prima stampa meccanica e nel 1825 iniziò la navigazione a vapore sul lago di Costanza.
Una targa posta sulla Königstraße, a Stoccarda, ricorda il sito della sua casa natale, non più esistente.